# Caddyshack
Caddyshack (El club de los chalados en España y Los locos del golf en Hispanoamérica) es una comedia del año 1980, dirigida por Harold Ramis y protagonizada por Chevy Chase, Rodney Dangerfield y Bill Murray.

## Argumento
Los caddies de clase trabajadora, como Danny, tratan de ganar dinero y algo de respeto de parte de los excéntricos millonarios que juegan al golf en el club Bushwood. Danny intenta desesperadamente obtener la beca que otorga el dueño del club, pero sus intentos por conseguirlo no resultan, mientras un jardinero perpetúa una inagotable y ridícula guerra contra los topos del campo de golf.

## Reparto
- Chevy Chase como Ty Webb.
- Rodney Dangerfield como Al Czervik.
- Michael O'Keefe como Danny Noonan.
- Bill Murray como Carl Spackler.
- Brian Doyle-Murray (también guionista; hermano del anterior) como Lou Loomis.
- Ted Knight como el juez Elihu Smails.
- Sarah Holcomb como Maggie O'Hooligan.
- Scott Colomby como Tony D'Annunzio.
- Cindy Morgan como Lacey Underall.
- Dan Resin como el doctor Beeper
- Henry Wilcoxon como el obispo.
- Elaine Aiken como la señora Noonan
- Albert Salmi como el señor Noonan
- Ann Ryerson como Grace.
- John F. Barmon, Jr. como Spaulding Smails.
- Lois Kibbee. como la señora Smails
- Jackie Davis como Smoke Porterhouse.
- Hamilton Mitchell como Motormouth.
- Chuck Rodent como el señor Gopher